# ルーベン・ハーシュ
ルーベン・ハーシュ（Reuben Hersh, 1927年12月9日 - 2020年1月3日）は、アメリカ合衆国の数学者、ニューメキシコ大学名誉教授。
数学とは何か、それは何をするものか、社会的にどんな影響力をもつか、といった著述で知られる。その研究は、数学の哲学の主要潮流に異議を申し立てるとともに、それを補完するものでもある。

## 生涯
1946年、ハーバード大学で英文学の学士号を取得。その後、約10年にわたり、アメリカ合衆国の一般向け科学雑誌『サイエンティフィック・アメリカン』で執筆活動を行いながら、機械工として働く。1962年、ニューヨーク大学で数学のPh.D.（博士号）を取得。当時の指導教官はピーター・ラックスであった。1964年からニューメキシコ大学に勤務。
ハーシュは数多くの専門論文を書いており、その内容は偏微分方程式、確率、ランダム挙動、線型写像方程式など多岐にわたる。共著を含めて『サイエンティフィック・アメリカン』に4つの記事を、『マスマティカル・インテリジェンサー』に12の記事を書いている。
ハーシュの代表作は、フィリップ・J・デイヴィスとの共著『数学的経験』であり、この著作によって1983年度の全米図書賞を受賞した。ハーシュの理論は、イムレ・ラカトシュやジョージ・レイコフ（『数学はどこから来たか』）の数学観にも近い。
2020年1月3日、ニューメキシコ州に於いて死去した。92歳没。

## 著書
- 1981年（フィリップ・デイヴィスとの共著） The Mathematical Experience. Mariner Books.

柴垣和三雄, 清水邦夫, 田中裕訳『数学的経験』森北出版, 1986年
- 1986年（フィリップ・デイヴィスとの共著） Descartes' Dream: The World According to Mathematics. Dover.

椋田直子訳『デカルトの夢』アスキー, 1988年
- 1997年 What Is Mathematics, Really? Oxford Univ. Press.
- 2006年（編） 18 Unconventional Essays on the Nature of Mathematics. Springer Verlag.
- 2008年（ヴェラ・ジョン＝スタイナーとの共著） Loving and Hating Mathematics. A.K. Peters.